# 8574 Makotoirie
8574 Makotoirie este un asteroid din centura principală, descoperit pe 6 noiembrie 1996, de Takao Kobayashi.